# Discografia di Fefe Dobson
La discografia di Fefe Dobson è composta da tre album in studio, 7 singoli ufficiali e 10 video musicali.

## Album

### In studio
| Anno                                                              | Dettagli                                                                                                  | Posizioni massime in classifica | Posizioni massime in classifica | Certificazioni    |
| Anno                                                              | Dettagli                                                                                                  | US                              | CAN                             | Certificazioni    |
| ----------------------------------------------------------------- | --- | ------------------------------- | ------------------------------- | ----------------- |
| 2003                                                              | Fefe Dobson - Pubblicazione: 9 dicembre 2003 - Etichetta: Island Records - Formati: CD, download digitale | 67                              | 26                              | - Canada: Platino |
| 2010                                                              | Joy - Pubblicazione: 22 novembre 2010 - Etichetta: 21, Island Records - Formati: CD, download digitale    | —                               | 59                              | - Canada: Oro     |
| "—" indica che l'album non è entrato in classifica in quel Paese. | |                                 |                                 |                   |

### Album digitali
| Anno | Dettagli                                |
| ---- | --------------------------------------- |
| 2012 | Sunday Love - Etichetta: Island Records |

## Singoli
| 2003                                                                 | Bye Bye Boyfriend            | 8   | —  | —  | Fefe Dobson |
| 2003                                                                 | Take Me Away                 | 20  | —  | 87 | Fefe Dobson |
| 2004                                                                 | Everything                   | —   | 42 | —  | Fefe Dobson |
| 2004                                                                 | Don't Go (Girls and Boys)    | 10  | —  | —  | Fefe Dobson |
| 2005                                                                 | Don't Let It Go to Your Head | —   | —  | —  | Sunday Love |
| 2006                                                                 | This Is My Life              | —   | —  | —  | Sunday Love |
| 2010                                                                 | Ghost                        | 14  | —  | —  | Joy         |
| 2010                                                                 | Stuttering                   | 10  | —  | —  | Joy         |
| 2011                                                                 | Can't Breathe                | 19  | —  | —  | Joy         |
| 2013                                                                 | Legacy                       | 165 | —  | —  | Firebird    |
| "—" indica che il singolo non è entrato in classifica in quel Paese. |                              |     |    |    |             |